# جک باوین
جک باوین (انگلیسی: Jack Bavin؛ ۲۵ مه ۱۹۲۱ – ۱۱ مارس ۲۰۰۱) بازیکن فوتبال بود.
از باشگاه‌هایی که در آن بازی کرده‌است می‌توان به باشگاه فوتبال ترانمره راورز اشاره کرد.